# 1. česká fotbalová liga 1993/1994
Sezóna 1993/94 1. české fotbalové ligy byla první sezónou v samostatné české lize. Začala 14. srpna 1993 a skončila 8. června 1994.

## Konečná tabulka
| Poř. | Tým                       | Z  | V  | R  | P  | VG | OG | B  |
| ---- | ------------------------- | -- | -- | -- | -- | -- | -- | -- |
| 1.   | AC Sparta Praha (C)       | 30 | 18 | 9  | 3  | 62 | 21 | 45 |
| 2.   | SK Slavia Praha           | 30 | 16 | 7  | 7  | 55 | 28 | 39 |
| 3.   | FC Baník Ostrava OKD      | 30 | 14 | 8  | 8  | 52 | 25 | 36 |
| 4.   | SKP Union Cheb (N)        | 30 | 13 | 10 | 7  | 31 | 29 | 36 |
| 5.   | FC Viktoria Plzeň (N)     | 30 | 12 | 11 | 7  | 35 | 23 | 35 |
| 6.   | SK České Budějovice JČE   | 30 | 11 | 13 | 6  | 33 | 31 | 35 |
| 7.   | SK Sigma Olomouc MŽ       | 30 | 14 | 6  | 10 | 44 | 29 | 34 |
| 8.   | FK Viktoria Žižkov (N)(P) | 30 | 12 | 9  | 9  | 40 | 28 | 33 |
| 9.   | FC Slovan WSK Liberec (N) | 30 | 11 | 10 | 9  | 36 | 32 | 32 |
| 10.  | FC Petra Drnovice (N)     | 30 | 13 | 6  | 11 | 38 | 36 | 32 |
| 11.  | FC Svit Zlín (N)          | 30 | 10 | 7  | 13 | 37 | 48 | 27 |
| 12.  | FC Boby Brno              | 30 | 10 | 6  | 14 | 38 | 46 | 26 |
| 13.  | SKP Fomei Hradec Králové  | 30 | 9  | 6  | 15 | 29 | 40 | 24 |
| 14.  | FC Bohemians Praha        | 30 | 8  | 7  | 15 | 29 | 54 | 23 |
| 15.  | FC Kovkor Vítkovice       | 30 | 3  | 7  | 20 | 22 | 64 | 13 |
| 16.  | FC Dukla Praha            | 30 | 1  | 8  | 21 | 21 | 68 | 10 |

Poznámky:
- Z = Odehrané zápasy; V = Vítězství; R = Remízy; P = Prohry; VG = Vstřelené góly; OG = Obdržené góly; B = Body
- (C) = obhájce titulu, (P) = vítěz Českého poháru, (N) = nováček (minulou sezónu hrál nižší soutěž a postoupil)

|  | Postup do Předkola (mistrovská kvalifikace) Ligy mistrů 1994/95 |
|  | Postup do PVP 1994/95                                           |
|  | Postup do Poháru UEFA 1994/95                                   |
|  | Sestup do 2. ligy 1994/95                                       |

### Pořadí po jednotlivých kolech
Při shodném počtu bodů a skóre mohou být kluby umístěny na stejném místě v průběhu soutěže (zejména zpočátku), v závěru platí v případě rovnosti bodů a skóre dodatečná kritéria, která rozhodují o konečném pořadí.
| Klub / kolo    | 1      | 2  | 3  | 4  | 5  | 6  | 7  | 8  | 9  | 10 | 11 | 12 | 13 | 14 | 15 | 16 | 17 | 18 | 19 | 20 | 21 | 22 | 23 | 24 | 25 | 26 | 27 | 28 | 29 | 30 |   |
| -------------- | ------ | -- | -- | -- | -- | -- | -- | -- | -- | -- | -- | -- | -- | -- | -- | -- | -- | -- | -- | -- | -- | -- | -- | -- | -- | -- | -- | -- | -- | -- | - |
| Klub / kolo    | Sparta | 1  | 1  | 1  | 1  | 1  | 1  | 1  | 1  | 1  | 1  | 1  | 1  | 1  | 1  | 1  | 1  | 1  | 1  | 1  | 1  | 1  | 1  | 1  | 1  | 1  | 1  | 1  | 1  | 1  | 1 |
| Slavia         | 4      | 5  | 4  | 7  | 6  | 6  | 6  | 4  | 5  | 4  | 4  | 3  | 2  | 2  | 3  | 3  | 3  | 3  | 2  | 2  | 2  | 2  | 2  | 2  | 3  | 3  | 2  | 2  | 2  | 2  |   |
| Ostrava        | 2      | 4  | 3  | 2  | 5  | 5  | 3  | 3  | 3  | 3  | 3  | 4  | 4  | 4  | 4  | 5  | 5  | 4  | 4  | 4  | 3  | 4  | 3  | 3  | 2  | 2  | 3  | 4  | 4  | 3  |   |
| Cheb           | 10     | 9  | 8  | 6  | 9  | 7  | 7  | 8  | 9  | 13 | 12 | 9  | 6  | 10 | 9  | 7  | 8  | 8  | 7  | 8  | 7  | 7  | 5  | 4  | 4  | 4  | 4  | 3  | 3  | 4  |   |
| Plzeň          | 13     | 13 | 12 | 13 | 11 | 12 | 12 | 13 | 13 | 12 | 7  | 6  | 9  | 6  | 6  | 6  | 7  | 7  | 8  | 7  | 8  | 8  | 8  | 7  | 7  | 8  | 8  | 6  | 6  | 5  |   |
| Budějovice     | 7      | 6  | 6  | 4  | 4  | 2  | 2  | 2  | 2  | 2  | 2  | 2  | 3  | 3  | 2  | 2  | 2  | 2  | 3  | 3  | 4  | 3  | 4  | 5  | 6  | 6  | 6  | 5  | 5  | 6  |   |
| Olomouc        | 10     | 11 | 13 | 10 | 7  | 10 | 11 | 11 | 10 | 7  | 9  | 12 | 12 | 12 | 11 | 8  | 9  | 6  | 6  | 6  | 6  | 6  | 7  | 6  | 5  | 5  | 5  | 7  | 7  | 7  |   |
| Žižkov         | 8      | 12 | 10 | 8  | 10 | 8  | 9  | 10 | 12 | 11 | 13 | 11 | 10 | 11 | 10 | 11 | 11 | 12 | 10 | 10 | 11 | 11 | 11 | 9  | 9  | 7  | 7  | 8  | 9  | 8  |   |
| Liberec        | 8      | 10 | 10 | 11 | 12 | 13 | 13 | 12 | 11 | 9  | 8  | 7  | 5  | 5  | 5  | 4  | 4  | 5  | 5  | 5  | 5  | 5  | 6  | 8  | 8  | 9  | 9  | 10 | 10 | 9  |   |
| Drnovice       | 5      | 2  | 2  | 5  | 3  | 4  | 5  | 5  | 7  | 10 | 11 | 8  | 7  | 8  | 8  | 10 | 10 | 10 | 11 | 11 | 10 | 10 | 9  | 10 | 10 | 10 | 10 | 9  | 8  | 10 |   |
| Zlín           | 2      | 7  | 9  | 9  | 8  | 9  | 8  | 7  | 6  | 6  | 5  | 5  | 8  | 7  | 7  | 9  | 6  | 9  | 9  | 9  | 9  | 9  | 10 | 11 | 11 | 11 | 11 | 11 | 11 | 11 |   |
| Brno           | 16     | 15 | 14 | 14 | 13 | 11 | 10 | 9  | 8  | 8  | 10 | 13 | 11 | 9  | 12 | 12 | 13 | 13 | 13 | 13 | 13 | 13 | 13 | 13 | 12 | 12 | 12 | 12 | 12 | 12 |   |
| Hradec Králové | 14     | 16 | 15 | 15 | 15 | 15 | 15 | 15 | 15 | 15 | 15 | 15 | 14 | 14 | 14 | 14 | 14 | 14 | 14 | 14 | 14 | 14 | 14 | 14 | 14 | 14 | 14 | 14 | 13 | 13 |   |
| Bohemians      | 5      | 2  | 5  | 3  | 2  | 3  | 4  | 6  | 4  | 5  | 6  | 10 | 13 | 13 | 13 | 13 | 12 | 11 | 12 | 12 | 12 | 12 | 12 | 12 | 13 | 13 | 13 | 13 | 14 | 14 |   |
| Vítkovice      | 12     | 8  | 7  | 12 | 14 | 14 | 14 | 14 | 14 | 14 | 14 | 14 | 15 | 15 | 15 | 15 | 15 | 15 | 15 | 15 | 15 | 15 | 15 | 15 | 15 | 15 | 15 | 15 | 15 | 15 |   |
| Dukla          | 14     | 14 | 16 | 16 | 16 | 16 | 16 | 16 | 16 | 16 | 16 | 16 | 16 | 16 | 16 | 16 | 16 | 16 | 16 | 16 | 16 | 16 | 16 | 16 | 16 | 16 | 16 | 16 | 16 | 16 |   |

### Křížová tabulka
| Domácí \ Hosté                 | SPA | SLA | OST | Šablona:Fb team SKP Union Cheb | PLZ | CBU | OLO | ŽIŽ | LIB | Šablona:Fb team 1. FK Drnovice | ZLN | BRN | HKR | BOH | VIT | DUK |
| Sparta                         |     | 4–1 | 1–1 | 3–0                            | 1–0 | 0–1 | 2–1 | 0–0 | 2–0 | 0–0                            | 3–2 | 5–1 | 2–0 | 5–0 | 4–0 | 4–0 |
| Slavia                         | 1–1 |     | 1–0 | 4–0                            | 0–0 | 1–1 | 0–2 | 1–0 | 0–2 | 0–0                            | 5–0 | 6–0 | 4–2 | 2–3 | 6–0 | 3–0 |
| Ostrava                        | 1–3 | 1–2 |     | 5–0                            | 2–1 | 4–2 | 1–1 | 1–0 | 2–0 | 0–1                            | 0–0 | 4–1 | 3–0 | 1–1 | 5–0 | 4–1 |
| Šablona:Fb team SKP Union Cheb | 0–0 | 2–0 | 2–2 |                                | 0–0 | 0–0 | 0–1 | 1–1 | 0–1 | 2–0                            | 1–1 | 1–1 | 1–0 | 2–0 | 2–1 | 2–1 |
| Plzeň                          | 2–4 | 0–2 | 1–0 | 2–0                            |     | 2–2 | 2–0 | 1–1 | 0–0 | 1–0                            | 4–1 | 1–2 | 2–0 | 3–2 | 2–0 | 3–1 |
| Č. Budějovice                  | 1–2 | 1–1 | 0–0 | 0–0                            | 0–0 |     | 2–1 | 1–0 | 2–1 | 2–1                            | 1–0 | 3–2 | 2–1 | 2–0 | 1–0 | 1–1 |
| Olomouc                        | 1–0 | 0–1 | 1–1 | 1–1                            | 1–0 | 0–0 |     | 0–1 | 1–2 | 3–0                            | 3–0 | 0–3 | 2–0 | 5–0 | 3–1 | 1–0 |
| Žižkov                         | 0–0 | 1–4 | 1–0 | 0–1                            | 1–1 | 1–0 | 2–2 |     | 3–4 | 2–0                            | 2–2 | 2–1 | 1–0 | 1–0 | 4–1 | 7–0 |
| Liberec                        | 2–1 | 0–0 | 0–0 | 0–2                            | 0–0 | 3–3 | 3–2 | 0–0 |     | 4–2                            | 1–1 | 2–1 | 1–2 | 4–0 | 2–0 | 1–1 |
| Šablona:Fb team 1. FK Drnovice | 1–1 | 2–2 | 2–1 | 2–1                            | 0–3 | 4–0 | 0–1 | 0–2 | 1–0 |                                | 1–3 | 2–1 | 1–0 | 4–1 | 2–0 | 4–0 |
| Zlín                           | 1–1 | 0–1 | 1–4 | 0–1                            | 1–0 | 1–0 | 2–4 | 1–0 | 1–0 | 1–1                            |     | 3–2 | 1–0 | 4–1 | 4–1 | 3–0 |
| Zbrojovka                      | 0–2 | 2–1 | 0–1 | 0–0                            | 0–1 | 1–1 | 0–1 | 1–1 | 1–0 | 1–2                            | 3–0 |     | 2–1 | 3–0 | 1–0 | 2–2 |
| Hradec Kr.                     | 0–2 | 1–0 | 1–0 | 1–3                            | 1–2 | 1–0 | 1–0 | 3–2 | 1–1 | 3–1                            | 3–0 | 1–0 |     | 0–0 | 2–2 | 0–1 |
| Bohemians                      | 1–1 | 0–1 | 0–2 | 1–2                            | 0–0 | 1–1 | 2–1 | 2–1 | 2–0 | 0–1                            | 1–0 | 2–3 | 2–2 |     | 1–1 | 3–1 |
| Vítkovice                      | 1–2 | 1–2 | 1–3 | 0–2                            | 1–1 | 1–1 | 1–4 | 0–1 | 1–1 | 1–1                            | 3–2 | 0–2 | 1–1 | 0–1 |     | 1–0 |
| Dukla                          | 2–6 | 2–3 | 0–3 | 1–2                            | 0–0 | 1–2 | 1–1 | 0–2 | 0–1 | 0–2                            | 1–1 | 1–1 | 1–1 | 1–2 | 1–2 |     |

## Statistiky

### Střelci
| #  | Hráč             | Klub                                 | Góly |
| -- | ---------------- | ------------------------------------ | ---- |
| 1. | Horst Siegl      | AC Sparta Praha                      | 20   |
| 2. | René Wagner      | FC Boby Brno                         | 12   |
| 3. | Milan Duhan      | FC Baník Ostrava                     | 11   |
| 3. | Josef Obajdin    | FC Slovan Liberec                    | 11   |
| 5. | Róbert Kafka     | FC Petra Drnovice                    | 10   |
| 5. | Karel Vácha      | SK České Budějovice                  | 10   |
| 7. | Radek Onderka    | FC Baník Ostrava, \|SK Sigma Olomouc | 9    |
| 7. | Petr Samec       | SKP Union Cheb                       | 9    |
| 9. | Daniel Šmejkal   | FC Viktoria Plzeň                    | 8    |
| 9. | Karel Poborský   | SK České Budějovice                  | 8    |
| 9. | Miroslav Šebesta | SKP Union Cheb                       | 8    |

## Rekapitulace soutěže
| 1. liga 1994/95                                |                                        |
|                                                |                                        |
| Ocenění                                        |                                        |
| Vítěz                                          | AC Sparta Praha                        |
| Kvalifikace do Evropských pohárů               |                                        |
| Pohár mistrů evropských zemí                   | AC Sparta Praha                        |
| Pohár vítězů pohárů                            | FK Viktoria Žižkov                     |
| Pohár UEFA                                     | SK Slavia Praha                        |
| Pohyb v soutěži                                |                                        |
| Sestupující do 2. česká fotbalová liga 1994/95 | FC Kovkor Vítkovice FC Dukla Praha     |
| Postupující ze 2. česká fotbalová liga 1993/94 | FK Jablonec nad Nisou FK Švarc Benešov |
| Nejlepší střelec                               |                                        |
| Horst Siegl – (AC Sparta Praha) – 20 gólů      |                                        |

## Soupisky mužstev

### AC Sparta Praha
Petr Kouba (29/0/13),
Milan Sova (1/0/0) ,
Václav Budka (15/1),
Viktor Dvirnyk (27/4),
Martin Frýdek (23/4),
Peter Gunda (16/1),
Michal Horňák (25/1),
Pavel Horváth (1/0),
David Hrubý (1/0),
Jozef Chovanec (26/5),
Jozef Kostelník (27/2),
Jozef Kožlej (29/5),
Lumír Mistr (5/3),
Pavel Nedvěd (23/3),
Zdeněk Němec (1/0),
Jiří Novotný (28/1),
Horst Siegl (29/20),
Jan Sopko (8/0),
Zdeněk Svoboda (25/3),
Miroslav Vápeník (2/0),
Roman Vonášek (22/4),
Tomáš Votava (26/1),
trenér Karol Dobiaš,
asistent Vladimír Borovička

### SK Slavia Praha
Zdeněk Jánoš (29/1/14),
Stanislav Vahala (1/0/0) ,
Radek Bejbl (27/5),
Patrik Berger (12/4),
Libor Fryč (6/0),
Michal Hipp (27/0),
Martin Hyský (11/0),
Roman Janoušek (5/0),
Daniel Kaplan (2/0),
Ivo Knoflíček (9/1),
Luboš Kozel (16/2),
Pavel Kuka (12/5),
Martin Kulhánek (5/1),
Jiří Lerch (28/0),
Radim Nečas (29/7),
Jiří Novák (7/0),
Pavel Novotný (25/5),
Martin Pěnička (27/5),
Bohuslav Pixa (3/0),
Štefan Rusnák (25/2),
Jaroslav Šilhavý (6/0),
David Šimáček (1/0),
Vladimír Šmicer (18/6),
Vladimir Tatarčuk (15/2),
František Veselý (13/4),
Ludovic Youté (1/0),
trenér Jozef Jarabinský (podzim) a Jindřich Dejmal (jaro),
asistent Josef Pešice a Miroslav Beránek

### FC Baník Ostrava OKD
Tomáš Bernady (27/0/11),
Tomáš Sedlák (4/0/0) ,
Petr Bystroň (9/3),
Martin Čížek (26/2),
Peter Drozd (2/0),
Milan Duhan (27/10),
Ladislav Fujdiar (14/5),
Tomáš Galásek (30/0),
Viliam Hýravý (29/6),
Miroslav Kaloč (1/0),
Igor Klejch (14/1),
Roman Klimeš (9/0),
Pavel Kubánek (25/3),
Petr Mašlej (13/1),
Kamil Mihola (1/0),
Radek Onderka (8/3),
Michal Ondráček (23/0),
Marek Poštulka (20/5),
Petr Ruman (6/2),
Tomáš Řepka (26/2),
Jaroslav Schindler (18/0),
Libor Sionko (1/0),
Radek Slončík (13/1),
Martin Svědík (14/3),
Roman Šťástka (2/0),
Petr Veselý (26/3) ,
trenér Verner Lička,
asistent Jaroslav Janoš a Rostislav Vojáček

### SKP Union Cheb
Petr Skála (9/0/1),
Jiří Vosyka (21/0/12) ,
Miroslav Baček (16/1),
Luboš Barták (3/0),
Milan Forgáč (16/0),
Petr Gabriel (8/0),
Michal Hrbek (27/1),
Jan Chudý (1/0),
Pavel Jirousek (25/2),
Miroslav Kamas (29/1),
Milan Kolouch (27/1),
Vítězslav Mojžíš (27/1),
Martin Müller (1/0),
Jaromír Navrátil (3/0),
Daniel Němec (8/0),
Aleš Nešický (22/0),
Petr Samec (29/9),
Miroslav Šebesta (29/8),
Milan Šedivý (28/4),
Marián Tibenský (26/3),
Karel Valíšek (1/0),
Jozef Weber (16/0),
trenér Dušan Radolský (podzim) a Milan Bokša (jaro),
asistent Jiří Tichý a Jiří Novák

### FC Viktoria Plzeň
Michal Čaloun (30/0/15),
Zdeněk Bečka (24/2),
Jaroslav Diepold (14/2),
Michal Drahorád (28/0),
Tomáš Heřman (27/5),
Miroslav Janota (28/0),
Luděk Kopřiva (4/0),
Miroslav Mika (27/0),
Stanislav Purkart (27/3),
Jiří Skála (25/2),
Miloš Slabý (28/1),
Dušan Susko (13/1),
Jiří Šámal (7/0),
František Šamberger (6/0),
Daniel Šmejkal (29/8),
Marcel Švejdík (29/3),
Jaroslav Tesař (3/0),
Robert Vágner (22/4),
Petr Vlček (15/0),
trenér Zdeněk Michálek,
asistent Antonín Dvořák a Josef Čaloun

### SK České Budějovice JČE
Radek Černý (4/0/1),
Peter Holec (20/0/6),
Karel Stromšík (7/0/3) ,
Libor Fryč (7/0),
Martin Guzik (22/1),
Michal Guzik (7/0),
Jaromír Jindráček (21/1),
Roman Kaizar (20/1),
Michal Káník (6/0),
Bronislav Křikava (2/0),
Josef Kuchař (2/0),
Stanislav Marek (13/0),
Jan Pasák (7/0),
Pavel Pěnička (27/4),
Karel Poborský (27/8),
Jiří Povišer (26/1),
Milan Přibyl (29/1),
Petr Šulc (1/0),
Radek Tejml (27/0),
Karel Vácha (30/10),
Ivan Valachovič (26/0),
Evžen Vohák (1/0),
Martin Wohlgemuth (30/2),
Robert Žák (27/4) ,
trenér Pavel Tobiáš,
asistent Daniel Drahokoupil a Zdeněk Procházka

### SK Sigma Olomouc MŽ
Luboš Přibyl (17/0/7),
Martin Vaniak (13/0/5) ,
Jiří Balcárek (26/4),
Jiří Barbořík (27/3),
Ladislav Fujdiar (13/1),
Roman Hanus (27/7),
Jiří Homola (3/0),
Jan Chudý (1/0),
Milan Kerbr (19/4),
Petr Kirschbaum (15/1),
Martin Kotůlek (30/0),
Miroslav Kouřil (6/0),
Michal Kovář (19/1),
Edvard Lasota (11/1),
Radoslav Látal (25/4),
Oldřich Machala (29/2),
Jan Maroši (24/5),
Ján Mišák (1/0),
Radek Onderka (16/6),
Roman Pivarník (18/0),
Evžen Vohák (1/0),
Radomír Riedl (2/0),
Martin Šavrňák (2/0),
Jiří Vaďura (27/4),
Libor Zapletal (7/0),
trenér Karel Brückner (do 29. 9. 1993), Vlastimil Palička (od 29. 9. 1993 do 15. 2. 1994) a Dušan Radolský (od 15. 2. 2012),
asistent Vlastimil Palička

### FK Viktoria Žižkov
Jaromír Blažek (24/0/8),
Oldřich Pařízek (6/0/5),
Michal Bílek (29/5),
Ivan Čabala (16/0),
Jiří Časko (29/3),
Petr Gabriel (20/1),
Roman Hogen (3/0),
Petr Holota (27/2),
Tibor Jančula (22/5),
Miloslav Kordule (27/2),
Tomáš Krejčík (13/1),
Jozef Majoroš (22/4),
Daniel Mašek (27/5),
Jaroslav Mašek (2/1),
Štefan Mihálik (8/1),
Tibor Notin (24/4),
Rudolf Pavlík (20/1),
Michal Petrouš (29/1),
Ivan Pihávek (5/0),
Roman Pučelík (7/0),
Evžen Vohák (1/0),
Marek Trval (15/0),
Karel Valkoun (2/0),
František Veselý (4/0),
Luděk Vyskočil (9/3) ,
trenér Vladimír Táborský (do 15. 9. 1993), Jiří Kotrba (od 15. 9. 2012,
asistent František Kopač

### FC Slovan WSK Liberec
Libor Macháček (1/0/1),
Ladislav Maier (29/0/9) ,
Richard Culek (18/1),
Martin Čupr (1/0),
Martin Hašek (26/2),
Jaroslav Hauzner (1/0),
Slavomír Hodúl (17/1),
Martin Hřídel (19/2),
Libor Janáček (19/1),
Pavel Janeček (26/2),
Roman Janoušek (10/1),
Josef Jinoch (28/6),
Boris Kočí (25/0),
Libor Koller (27/1),
Radek Krejčík (3/0),
Josef Lexa (14/0),
Stanislav Marek (13/0),
Josef Nesvačil (27/1),
Jiří Novák (12/3),
Josef Obajdin (28/11),
Zbyněk Rampáček (1/0),
Dalibor Slezák (24/4) ,
trenér Vlastimil Petržela,
asistent Rudolf Folke, Jiří Štol a Josef Petřík (jen jaro)

### FC Petra Drnovice
Pavel Barcuch (28/0/10),
Tomáš Poštulka (2/0/0) ,
Jan Baránek (8/1),
Peter Drozd (1/0),
Roman Gibala (7/0),
Bedřich Hamsa (26/4),
Pavel Harazim (17/1),
Valdemar Horváth (10/0),
Petr Hruška (23/6),
Radomír Chýlek (14/2),
Róbert Kafka (26/10),
Miroslav Lecián (8/0),
Pavel Pěnička (27/4),
Štefan Maixner (4/2),
Ľubomír Nosický (18/0),
Milan Přibyl (29/1),
Jan Palinek (28/0),
Roman Pavelka (15/1),
Milan Poštulka (12/4),
Rostislav Prokop (11/2),
Václav Rada (9/0),
Albert Rusnák (15/3),
Ivo Staš (25/1),
Jaroslav Šilhavý (13/0),
Marek Špilár (1/0),
Jozef Weber (11/0),
Vladimír Weiss (14/2),
Libor Zelníček (26/0) ,
trenér Jindřich Dejmal (podzim), Karel Brückner (jaro),
asistent František Komňacký a Jiří Lužný (jen podzim)

### FC Svit Zlín
Jiří Krbeček (3/0/0),
František Ondrůšek (27/0/7) ,
Rahman Abdou Njie (3/1),
Martin Barbarič (28/2),
Josef Bambuch (4/0),
Marian Bedrich (8/0),
Petr Brabec (27/2),
Marcel Cupák (13/4),
Ladislav Čepel (3/0),
Petr Červenka (28/1),
Stanislav Dostál (23/2),
Michal Gottwald (22/5),
Pavel Hoftych (25/1),
Miroslav Holeňák (15/0),
Martin Hrdlička (1/0),
Igor Klejch (15/3),
Petr Klhůfek (19/2),
Karel Krejčí (26/2),
Miroslav Mičega (16/1),
Josef Mucha (24/5),
Jaroslav Novotný (26/3),
Petr Novotný (1/0),
Petr Špak (4/0),
Jaroslav Švach (14/2),
Dušan Tesařík (10/0),
trenér Petr Uličný,
asistent Miroslav Polášek a Václav Hastík

### FC Boby Brno
Martin Pařízek (10/0/2),
René Twardzik (13/0/2),
Radim Vlasák (7/0/3) ,
Zdeněk Cihlář (17/0),
Marcel Cupák (13/1),
Vladimír Hekerle (6/0),
Pavel Holomek (19/0),
Vladimír Chaloupka (3/0),
František Chovanec (16/0),
Jan Janošťák (13/2),
Kamil Janšta (6/0),
Pavel Kobylka (25/1),
Petr Kocman (22/2),
Michal Kolomazník (1/0),
Václav Krška (1/0),
Petr Křivánek (27/3),
Miloslav Kufa (5/1),
Roman Kukleta (12/0),
Edvard Lasota (17/5),
Petr Maléř (25/4),
Vladimír Michal (1/0),
Libor Soldán (24/0),
Lambert Šmíd (19/1),
Martin Špinar (7/0),
Petr Tichý (1/0),
Radek Toman (1/0),
Zdeněk Valnoha (10/3),
Roman Veselý (6/0),
René Wagner (27/12),
Jiří Záleský (9/1),
Marek Zúbek (8/0) ,
trenér Josef Masopust (od 1. 10. 1993 asistent), Vladimír Táborský (od 1. 10. 1993)
asistent Josef Hron (do 21. 9. 1993), Josef Masopust (od 1. 10. 1993 do 31. 12. 1993) a Karel Večeřa (od 1. 1. 1994)

### SKP Fomei Hradec Králové
Luděk Jelínek (19/0/4),
Jaroslav Karel (11/0/3) ,
David Breda (28/6),
Jaroslav Dvořák (2/0),
Jozef Džubara (19/0),
David Franc (1/0),
Milan Frýda (8/0),
Karel Havlíček (29/1),
Radim Holub (21/4),
Jiří Jeslínek (9/1),
Richard Jukl (29/7),
František Koubek (6/0),
Vratislav Lokvenc (29/4),
Rostislav Macháček (19/1),
Petr Menčík (18/0),
Vladimír Mráz (12/0),
Bohuslav Pilný (14/0),
Libor Polomský (1/0),
Milan Ptáček (16/0),
Rudolf Rehák (10/0),
Michal Šmarda (28/1),
Karel Urbánek (26/1),
Jiří Valta (13/0),
Július Zemaník (7/1),
trenér Štefan Nadzam,
asistent Karel Krejčík

### FC Bohemians Praha
Radek Cimbál (10/0/2),
Juraj Šimurka (22/0/3) ,
Marián Bochnovič (7/0),
Pavel Bouška (2/0),
Libor Čihák (26/2),
Petr Hlavsa (6/0),
Miroslav Chytra (8/0),
Martin Kacafírek (1/0),
Jaroslav Kamenický (17/1),
František Klinovský (14/1),
Luděk Klusáček (4/0),
Luděk Kopřiva (12/0),
Vítězslav Lavička (23/1),
Marcel Litoš (29/2),
Robert Neumann (28/7),
Miroslav Obermajer (7/0),
Viktor Pařízek (10/0),
Jan Sanytrník (25/5),
Vladimír Sedláček (23/0),
Josef Sojka (1/0),
David Šindelář (16/1),
Alojz Špak (26/3),
Tomáš Urban (25/0),
Jaroslav Švach (14/2),
Roman Veselý (16/1),
Stanislav Vlček (28/4),
Marek Vomáčka (3/0) ,
trenér Petr Packert (do 10. 3. 1994), Mário Buzek (od 10. 3. 1994),
asistent Zdeněk Hruška a Zdeněk Andrlík

### FC Vítkovice Kovkor
Radovan Krása (20/0/0),
Jan Laslop (1/0/0),
René Twardzik (8/0/1),
Michal Václavík (1/0/0) ,
Stanislav Baláž (2/0),
Miroslav Baranek (21/0),
Radek Basta (8/0),
Marcel Benda (4/0),
Zdeněk Cieslar (25/0),
Václav Cverna (10/0),
Tomáš Čapka (12/1),
Rostislav Jeřábek (5/0),
Aleš Kaluža (5/0),
Bohuš Keler (17/2),
Břetislav Kocur (1/0),
Petr Kraut (11/1),
Ľubomír Krajčovič (13/1),
Tomáš Machala (23/1),
Zdeněk Menoušek (9/0),
David Mydlo (6/0),
Kamil Papuga (13/0),
Anton Petrovský (25/2),
Martin Plachta (22/2),
František Procházka (5/1),
Václav Rada (6/0),
Patrik Siegl (2/0),
Marek Sokol (2/0),
Vladimír Sýkora (25/2),
Kamil Štěpaník (18/0),
Martin Štverka (3/0),
Daniel Tchuř (3/0),
Vítězslav Tuma (22/4),
Martin Uvíra (2/0),
Lubomír Vlk (28/5),
Marian Zwinger (4/0) ,
trenér Jiří Dunaj (do 26. 10. 1993), Erich Cviertna (od 26. 10. 1993 do 10. 5. 1994) a Jaroslav Netolička (od 10. 5. 1994),
asistent Vladimír Mokrohajský a Josef Kalus (do 26. 10. 1993), Miloslav Bialek (od 26. 10. 1993 do 10. 5. 1994), Miroslav Plachta a Ján Moravčík (od 10. 5. 1994)

### FC Dukla Praha
Tomáš Poštulka (14/0/2),
Pavol Švantner (13/0/0),
Michal Vorel (3/0/0) ,
Robert Fiala (10/1),
Petr Fíla (1/0),
Jiří Homola (3/0),
Tomáš Janda (8/0),
Kamil Janšta (14/1),
Patrik Jeřábek (24/0),
Jiří Jeslínek (18/1),
Bronislav Křikava (8/0),
Ľubomír Mihok (14/0),
Josef Münzberger (27/0),
Josef Němec (27/6),
Miroslav Oršula (24/1),
Tomáš Pařízek (4/0),
Petr Podzemský (21/0),
Karol Praženica (4/0),
Karel Rada (25/3),
Petr Rydval (17/1),
Jan Saidl (11/1),
Radek Urban (1/0),
Marián Vasiľko (4/0),
Pavel Vašíček (25/2),
Jiří Vávra (21/2),
Evžen Vohák (12/0),
Petr Vybíral (24/0),
trenér Jiří Fryš (do 22. 9. 1993), Dan Matuška (od 23. 9. 1993), asistent Václav Pavlis, Ivan Novák (do 22. 9. 1993) a Tomáš Matuška (od 30. 9. 1993)